# San Martín (departamento de Santiago del Estero)
San Martín é um departamento da Argentina, localizado na 
província de Santiago del Estero.